# Estació mòbil

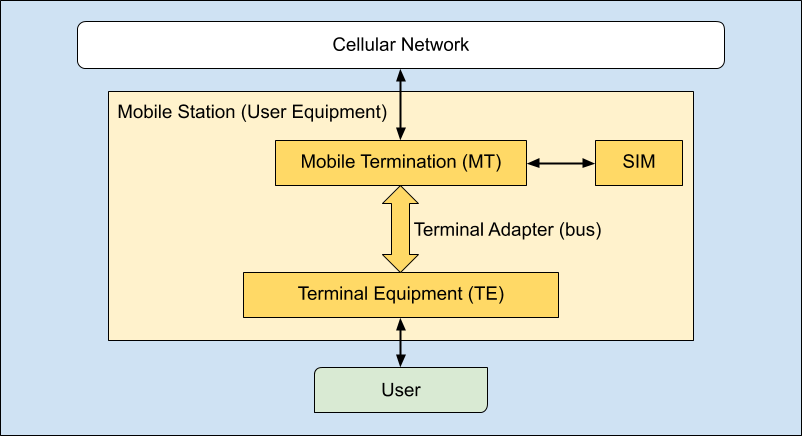
Diagrama de l'estació mòbil

Una estació mòbil (MS) comprèn tots els equips d'usuari i programari necessaris per a la comunicació amb una xarxa mòbil.
El terme fa referència al sistema global connectat a la xarxa mòbil, és a dir, un telèfon mòbil o ordinador mòbil connectat mitjançant un adaptador de banda ampla mòbil. Aquesta és la terminologia dels sistemes 2G com el GSM. En els sistemes 3G, una estació mòbil (MS) es coneix ara com a equip d'usuari (UE).
En GSM, una estació mòbil consta de quatre components principals:
- Terminació mòbil (MT): ofereix funcions comunes com ara: transmissió i trasllat de ràdio, codificació i descodificació de la parla, detecció i correcció d'errors, senyalització i accés a la SIM. El codi IMEI s'adjunta al MT. És equivalent a la terminació de xarxa d'un accés RDSI.
- Equip terminal (TE): és qualsevol dispositiu connectat a l'MS que ofereix serveis a l'usuari. No conté cap funció específica de GSM.
- Adaptador de terminal (TA): proporciona accés al MT com si fos una terminació de xarxa RDSI amb capacitats ampliades. La comunicació entre el TE i el MT a través del TA es realitza mitjançant ordres AT.
- Mòdul d'identitat de subscriptor (SIM): és un testimoni d'identificació de subscriptor extraïble que emmagatzema l'IMSI, una clau única compartida amb l'operador de la xarxa mòbil i altres dades.

En un telèfon mòbil, el MT, el TA i el TE estan tancats en el mateix estoig. Tanmateix, les funcions MT i TE sovint les realitzen processadors diferents. El processador d'aplicació serveix com a TE, mentre que el processador de banda base serveix com a MT, la comunicació entre ambdós té lloc a través d'un bus mitjançant ordres AT, que serveix com a TA.